# Microdrosophila pseudopleurolineata
Microdrosophila pseudopleurolineata är en tvåvingeart som beskrevs av Toyohi Okada 1968. Microdrosophila pseudopleurolineata ingår i släktet Microdrosophila och familjen daggflugor. Inga underarter finns listade i Catalogue of Life.